# ماغنوس أرفيدسون
ماغنوس أرفيدسون (بالسويدية: Magnus Arvidsson)‏ هو لاعب كرة قدم سويدي في مركز الهجوم، ولد في 12 فبراير 1973 في انجلهولم في السويد. شارك مع منتخب السويد لكرة القدم. أما مع النوادي، فقد لعب مع نادي هالمستاد ونادي هلسينغبورغ وهانزا روستوك.

## وصلات خارجية
- ماغنوس أرفيدسون على موقع اتحاد السويد (السويدية)
- ماغنوس أرفيدسون على موقع قاعدة بيانات كرة القدم.إي يو (الإنجليزية)
- ماغنوس أرفيدسون على موقع عالم كرة القدم.نت (الإنجليزية)